# Arthur Ernest Dowden
Arthur Ernest Dowden (* 13. Dezember 1894; † 2. Februar 1979) war ein britischer Diplomat. Er wurde bekannt als Helfer von durch das NS-System verfolgten Juden in Deutschland nach den antisemitischen Ausschreitungen vom November 1938 (Reichskristallnacht).

## Leben und Tätigkeit
Zum 13. Dezember 1922 wurde Dowden zum britischen Vizekonsul in Bratislava ernannt. Nach der Auflösung dieses Konsulates zum 20. Oktober 1928 war er für Lloyd’s tätig.
Zum 11. Dezember 1934 wurde Dowden zum britischen Vizekonsul in Frankfurt am Main ernannt. Auf diesem Posten, in dem er dem Generalkonsul Robert Smallbones unterstand, blieb er bis zur britischen Kriegserklärung an das Deutsche Reich nach dem deutschen Überfall auf Polen im September 1939. Vom 16. November 1939 bis Juni 1940 war er in der britischen Botschaft in Rom eingesetzt.
Nach den antijüdischen Pogromen in Deutschland im November 1938 unternahm Dowden, zusammen mit seinem Vorgesetzten, zahlreiche Hilfeleistungen zugunsten der nun in verschärfter Form vom NS-Staat verfolgten jüdischen Bevölkerungsgruppe: So fuhr er in den ersten Tagen nach dem 9. November 1938 mit dem Automobil des Konsulats durch die Stadt und brachte Lebensmittel in die Wohnungen von Frankfurter Juden, die diese aufgrund der inzwischen gegen Juden verhängten Ausgangssperre nicht verlassen durften und sich dementsprechend nicht selbst mit Lebensmitteln versorgen konnten. Gleichzeitig gewährte er zahlreichen Juden eine sichere Zuflucht vor den Übergriffen von SA-Einheiten und anderen NS-Anhängern im Gebäude des Konsulats, das als diplomatische Vertretung eines anderen Staates als exterritoriales Gebiet galt, so dass sie hier der nationalsozialistischen Verfolgung vorerst entzogen waren.

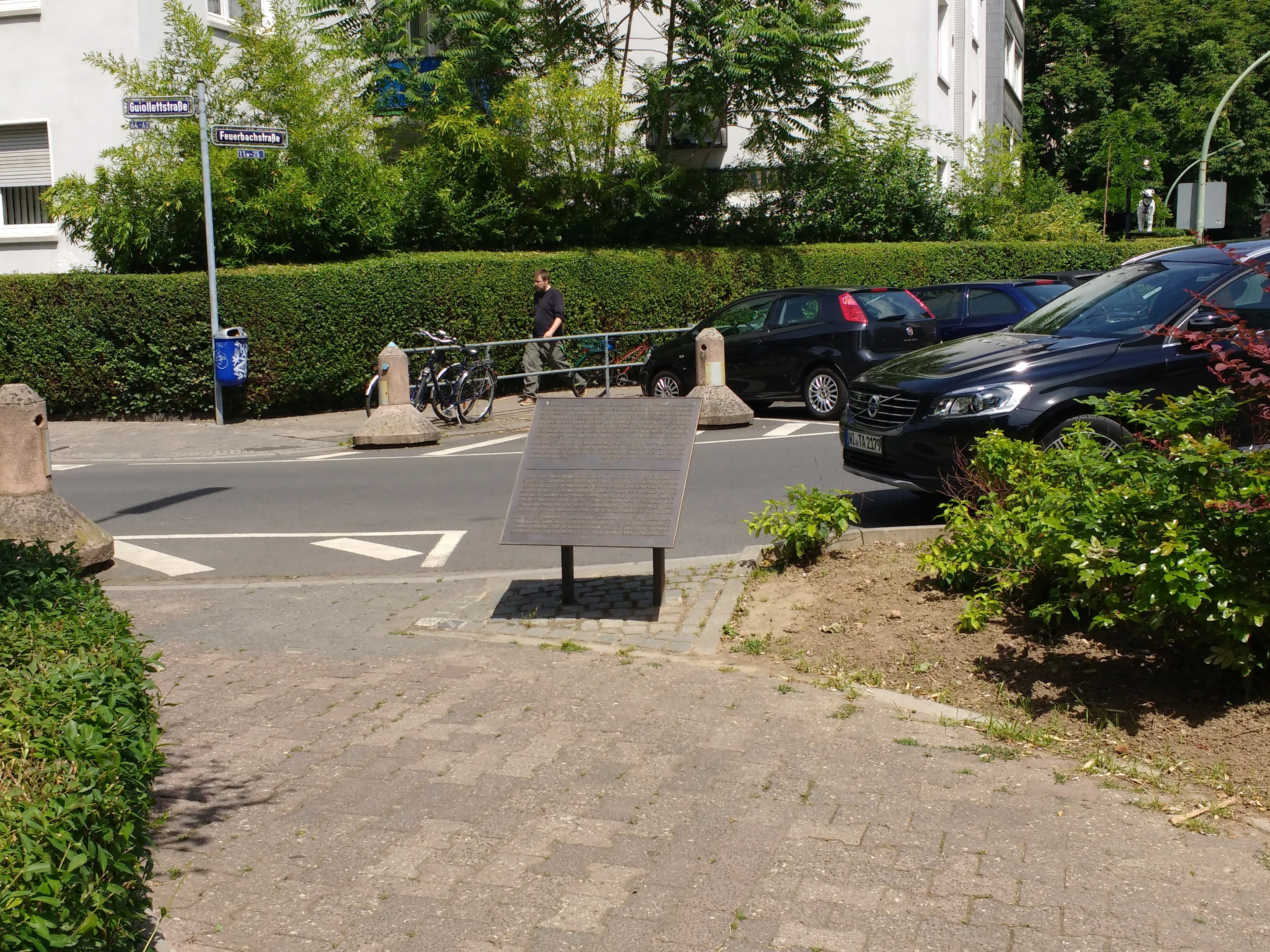
Gedenktafel zur Erinnerung an die Hilfeleistungen durch die Diplomaten Smallbones und Dowden zugunsten verfolgter Juden

Vor allem aber ermöglichte Dowden unmittelbar nach den Novemberpogromen 1938 zusammen mit seinem Vorgesetzten Smallbones mehreren tausend deutschen Juden die Ausreise aus Deutschland nach Großbritannien oder in die Überseeterritorien des britischen Empire, indem sie diesen in unbürokratischer und großzügiger Weise Einreisevisa erteilten. Sie gingen dabei zugunsten der Verfolgten weit über die Vorschriften für eine Visaerteilung hinaus und vergaben auch Visa an Personen, denen rechtlich eigentlich keine Einreisegenehmigung in britisches Gebiet erteilt werden durfte. Für die Betroffenen bedeutete das Visum die Möglichkeit, das nationalsozialistische Herrschaftsgebiet zu verlassen. In Hinblick auf den wenige Jahre später einsetzenden Holocaust wird den beiden daher vielfach das Verdienst zugeschrieben, Tausende von Menschen der zunehmenden Gewalttätigkeit der Nationalsozialisten entzogen zu haben.
Von den nationalsozialistischen Polizeiorganen wurde Dowden nach Kriegsbeginn als Staatsfeind eingestuft: Im Frühjahr 1940 wurde er vom Reichssicherheitshauptamt auf die Sonderfahndungsliste G.B. gesetzt, ein Verzeichnis von Personen, die im Falle einer erfolgreichen deutschen Invasion Großbritanniens durch die Sonderkommandos der SS-Einsatzgruppen mit besonderer Priorität ausfindig gemacht und verhaftet werden sollten.

## Erinnerung und Ehrung
Dowden und Smallbones erhielten 2013 posthum die Britische Medaille British Hero of the Holocaust.
Heute erinnert eine Gedenktafel am Gebäude des ehemaligen Britischen Generalkonsulats in der Guiolettstraße/Ecke Feuerbachstraße in Frankfurt am Main an Dowdens und Smallbones Hilfeleistungen für deutsche Juden in den Monaten nach den Pogromen vom November 1938. Sie wurde am 8. Mai 2013 im Beisein des damaligen britischen Botschafters in Deutschland, Simon McDonald, und des Oberbürgermeisters von Frankfurt, Peter Feldmann, enthüllt.